# Wilhelm Dörge
Wilhelm Dörge (* 4. Juli 1922 in Einbeck; † 5. Mai 2017) war ein deutscher Politiker (CDU). 

## Leben
Nach dem Besuch der Volksschule sowie des Realgymnasiums in Einbeck schloss Dörge seine Schulausbildung mit dem Abitur im Jahre 1940 ab. Im Anschluss wurde er direkt zum Arbeitsdienst eingezogen und begann zunächst sein Studium der Volkswirtschaft und Rechtswissenschaft an der Universität Göttingen. Er machte ein Praktikum in einem hannoverschen Industriebetrieb und wurde dann im Zweiten Weltkrieg zum Wehrdienst bis zum Kriegsende einberufen. Nach Kriegsende geriet er in Gefangenschaft. 
Nachdem er aus der Gefangenschaft zurückgekehrt war, machte er eine Lehre im Malereibetrieb seines Vaters und legte die Gesellenprüfung zum Maler ab. Im Jahre 1951 bestand er die Meisterprüfung. Von 1950 bis 1992 führte er den Malereibetrieb seines Vaters weiter, ab 1985 zusammen mit seinem Sohn Joachim. 
Dörge wurde im Jahre 1960 Mitglied der CDU. 
Bereits ab 1961 war Wilhelm Dörge Mitglied des Stadtrates von Einbeck. Von 1961 bis 1964, von 1968 bis 1972 und von 1981 bis 1991 war er ehrenamtlicher Bürgermeister der Stadt. Zwischen 1964 und 1974 war er Mitglied des Kreistages des Landkreises Einbeck. Direkt im Anschluss wurde er Mitglied des Kreistages des Landkreises Northeim. 
Wilhelm Dörge war Mitglied des Verwaltungsrates der Kreis- und Stadtsparkasse Einbeck. Später war er zudem Mitglied der Aufsichtsräte der gemeinnützigen Einbecker Wohnungsbaugesellschaft und der Ilmebahn AG. Zudem war er als ehrenamtlicher Verwaltungsrichter tätig.
Von 1970 bis 1982 (7. bis 9. Wahlperiode) war Wilhelm Dörge Mitglied des Niedersächsischen Landtages. Er wurde jeweils über die Landesliste der CDU gewählt und war insbesondere im Ausschuss für Wirtschaft und Verkehr aktiv.

## Quelle
- Barbara Simon: Abgeordnete in Niedersachsen 1946–1994. Biographisches Handbuch. Hrsg. vom Präsidenten des Niedersächsischen Landtages. Niedersächsischer Landtag, Hannover 1996, S. 75.

| Personendaten    | Personendaten                  |
| ---------------- | ------------------------------ |
| NAME             | Dörge, Wilhelm                 |
| KURZBESCHREIBUNG | deutscher Politiker (CDU), MdL |
| GEBURTSDATUM     | 4. Juli 1922                   |
| GEBURTSORT       | Einbeck                        |
| STERBEDATUM      | 5. Mai 2017                    |